# Simplice Nzamba
Simplice Nzamba – kongijski piłkarz grający na pozycji pomocnika. W swojej karierze rozegrał 3 mecze w reprezentacji Konga.

## Kariera reprezentacyjna
W reprezentacji Konga Nzamba zadebiutował 15 stycznia 1992 roku w zremisowanym 0:0 meczu Pucharu Narodów Afryki 1992 z Wybrzeżem Kości Słoniowej (0:0), rozegranym w Ziguinchorze. Na tym turnieju zagrał również w grupowym meczu z Algierią (1:1) i ćwierćfinałowym z Ghaną (1:2). Mecze w tym pucharze były jego jedynymi w kadrze narodowej.